# Elvdalsk
Elvdalsk (elvdalsk: övdalsk eller övdalską, svensk: älvdalska eller älvdalsmål) er en variant af de skandinaviske sprog som tales af omkring 3.000 beboere i Älvdalens kommun i Dalarna i Sverige. Det betragtedes oprindelig som en svensk dialekt men er i dag klassificeret som et selvstændigt sprog af mange sprogforskere, idet det har udviklet sig meget isoleret og derved bevaret mange originale grammatiske træk fra norrønt, som er gået tabt på svensk. Sproget har også udviklet egne træk som hverken findes på norrønt eller de øvrige skandinaviske sprog.
Elvdalsk benytter sit eget skriftsprog og alfabet. Der er efterhånden mange lokale bøger og tryksager, der er affattet på sproget, ligesom der er udkommet cd’er og lydbøger på elvdalsk. Det er dog foreløbig ikke anerkendt som et minoritetssprog i Sverige (hvad finsk, tornedalsfinsk, samisk, jiddisch og romani derimod er).
På grund af det relativt lave antal sprogkyndige bliver elvdalsk betragtet som et udrydningstruet sprog. Foreningen Ulum Dalska (”lad os tale elvdalsk”) har til opgave at sikre sprogets beståen og forsøger at skaffe det status som officielt minoritetssprog.

## Sproglige særpræg
I modsætning til rigssvensk har elvdalsk bevaret tre grammatiske køn og et mere omfattende kasussystem, hvor ikke blot stedord men også navneord bøjes i fire kasus, nemlig nominativ, akkusativ, dativ og genitiv. Forskellen i kasusbøjning mellem elvdalsk og svensk kan belyses med nogle sproglige eksempler:
|           | Elvdalsk               | Svensk              | Dansk                 |
| Nominativ | wardjin ietter Grobien | vargen heter Gråben | ulven hedder Gråben   |
| Akkusativ | ig såg wardjin         | jag såg vargen      | jeg så ulven          |
| Dativ     | ig djäv wardjem tjyöt  | jag ger vargen kött | jeg giver ulven kød   |
| Genitiv   | wardjemes bien ir åv   | vargens ben är av   | ulvens ben er brækket |

Udsagnsord konjugeres i forhold til grammatisk person, og i flertals første og anden person er grundleddet som regel implicit.
Fonologisk afviger elvdalsk også fra de øvrige skandinaviske sprog, idet det benytter sig af nasale vokaler (markeret med en ogonek, f.eks. ”ę”) og diftongerne ai (frem for langt ”i” som i baita, ”bide”), uo (frem for langt ”o” som i suol, ”sol”), au (frem for langt ”u” som i aus, ”hus”), åy (frem for langt ”y” som i åysa, ”(at) huse”), yö (frem for langt ø som i myöta, ”møde”) og ie (frem for langt ”e” som i stien, ”sten”) samt triftongen iuo (som i biuoða, ”byde”). Elvdalsk har også bevaret den stemte dentale frikativ, som repræsenteres af bogstavet eth, ”ð”.

## Alfabet
Elvdalsk har sit eget alfabet, der med 36 bogstaver imødekommer de sproglige forskelle fra svensk:
| Det elvdalske alfabet | Det elvdalske alfabet | Det elvdalske alfabet | Det elvdalske alfabet | Det elvdalske alfabet | Det elvdalske alfabet | Det elvdalske alfabet | Det elvdalske alfabet | Det elvdalske alfabet | Det elvdalske alfabet | Det elvdalske alfabet | Det elvdalske alfabet | Det elvdalske alfabet | Det elvdalske alfabet | Det elvdalske alfabet | Det elvdalske alfabet | Det elvdalske alfabet | Det elvdalske alfabet | Det elvdalske alfabet | Det elvdalske alfabet | Det elvdalske alfabet | Det elvdalske alfabet | Det elvdalske alfabet | Det elvdalske alfabet | Det elvdalske alfabet | Det elvdalske alfabet | Det elvdalske alfabet | Det elvdalske alfabet | Det elvdalske alfabet | Det elvdalske alfabet | Det elvdalske alfabet | Det elvdalske alfabet | Det elvdalske alfabet | Det elvdalske alfabet | Det elvdalske alfabet | Det elvdalske alfabet | Det elvdalske alfabet |
| --------------------- | --------------------- | --------------------- | --------------------- | --------------------- | --------------------- | --------------------- | --------------------- | --------------------- | --------------------- | --------------------- | --------------------- | --------------------- | --------------------- | --------------------- | --------------------- | --------------------- | --------------------- | --------------------- | --------------------- | --------------------- | --------------------- | --------------------- | --------------------- | --------------------- | --------------------- | --------------------- | --------------------- | --------------------- | --------------------- | --------------------- | --------------------- | --------------------- | --------------------- | --------------------- | --------------------- | --------------------- |
| Majuskler             | A                     | Ą                     | B                     | C                     | D                     | Ð                     | E                     | Ę                     | F                     | G                     | H                     | I                     | Į                     | J                     | K                     | L                     | M                     | N                     | O                     | P                     | Q                     | R                     | S                     | T                     | U                     | Ų                     | V                     | W                     | X                     | Y                     | Y̨                     | Z                     | Å                     | Ą̊                     | Ä                     | Ö                     |
| Minuskler             | a                     | ą                     | b                     | c                     | d                     | ð                     | e                     | ę                     | f                     | g                     | h                     | i                     | į                     | j                     | k                     | l                     | m                     | n                     | o                     | p                     | q                     | r                     | s                     | t                     | u                     | ų                     | v                     | w                     | x                     | y                     | y̨                     | z                     | å                     | ą̊                     | ä                     | ö                     |

Elvdalsk har 5 nasale vokaler, der markeres med ogonek.
Retningslinjer for det elvdalske skriftsprog bliver fastsat af det elvdalske sprognævn, Råðdjärum (hortativt udsagnsord med betydningen ”lad os rådføre os”), som er en del af foreningen Ulum Dalska.